# Crying Lightning
Crying Lightning è un brano musicale del gruppo indie rock inglese Arctic Monkeys, estratto come primo singolo dal loro terzo album in studio Humbug.
La canzone è stata eseguita per la prima volta il 6 luglio 2009 allo Zane Lowe's Show alla radio BBC e il giorno seguente era possibile comprarla in formato digitale su iTunes. Il vinile della canzone è stato pubblicato il 17 agosto, una settimana prima dell'uscita dell'album.

## Tracce CD
10"
- "Crying Lightning" - 3:42
- "Red Right Hand" - 4:19
- "I Haven't Got My Strange" - 1:29

7"
- "Crying Lightning" - 3:42
- "Red Right Hand" - 4:19